# 山口亮一

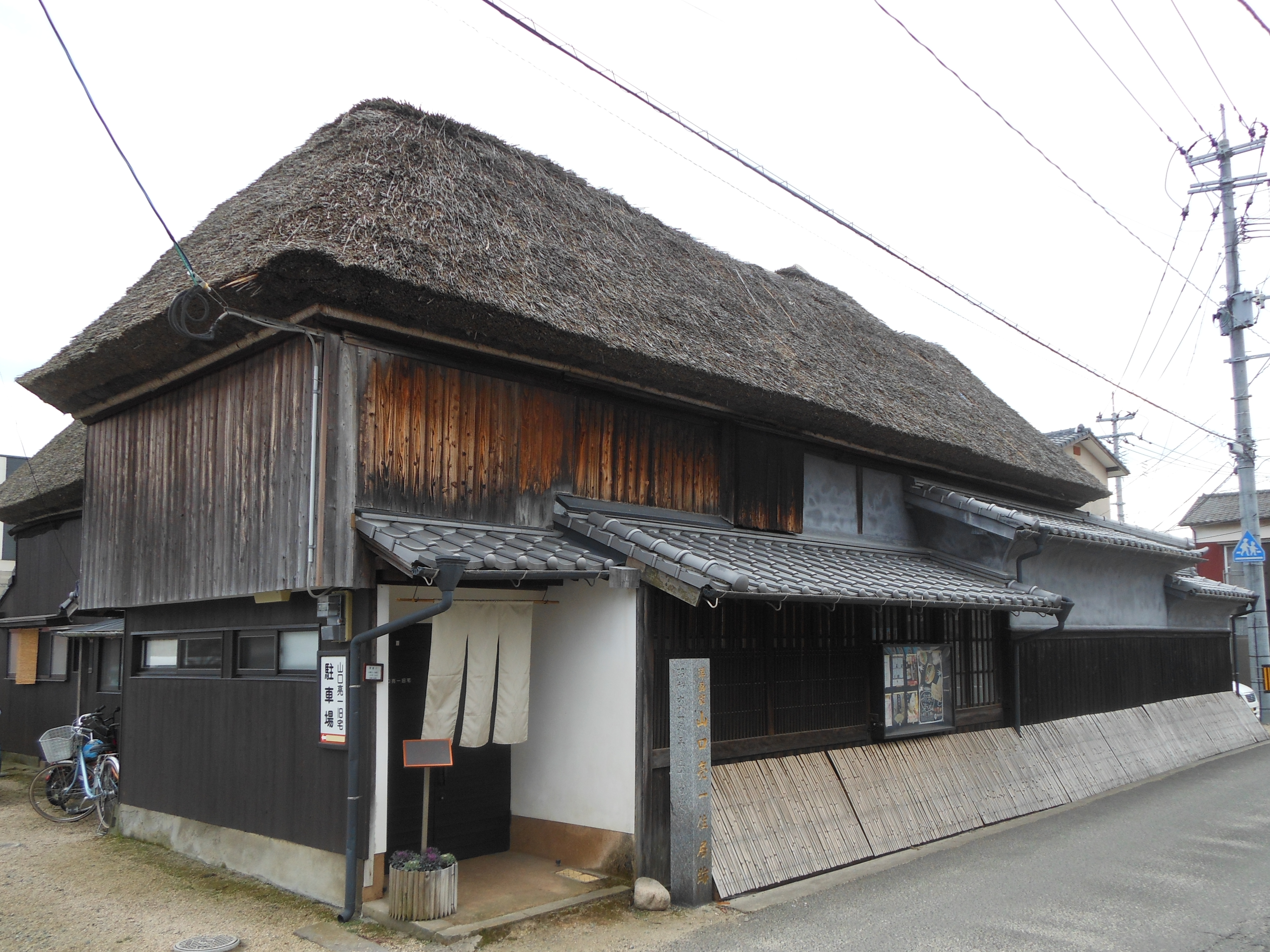
山口亮一旧宅。江戸後期に建てられたと推定（推定築200年超）。佐賀市与賀町に所在。

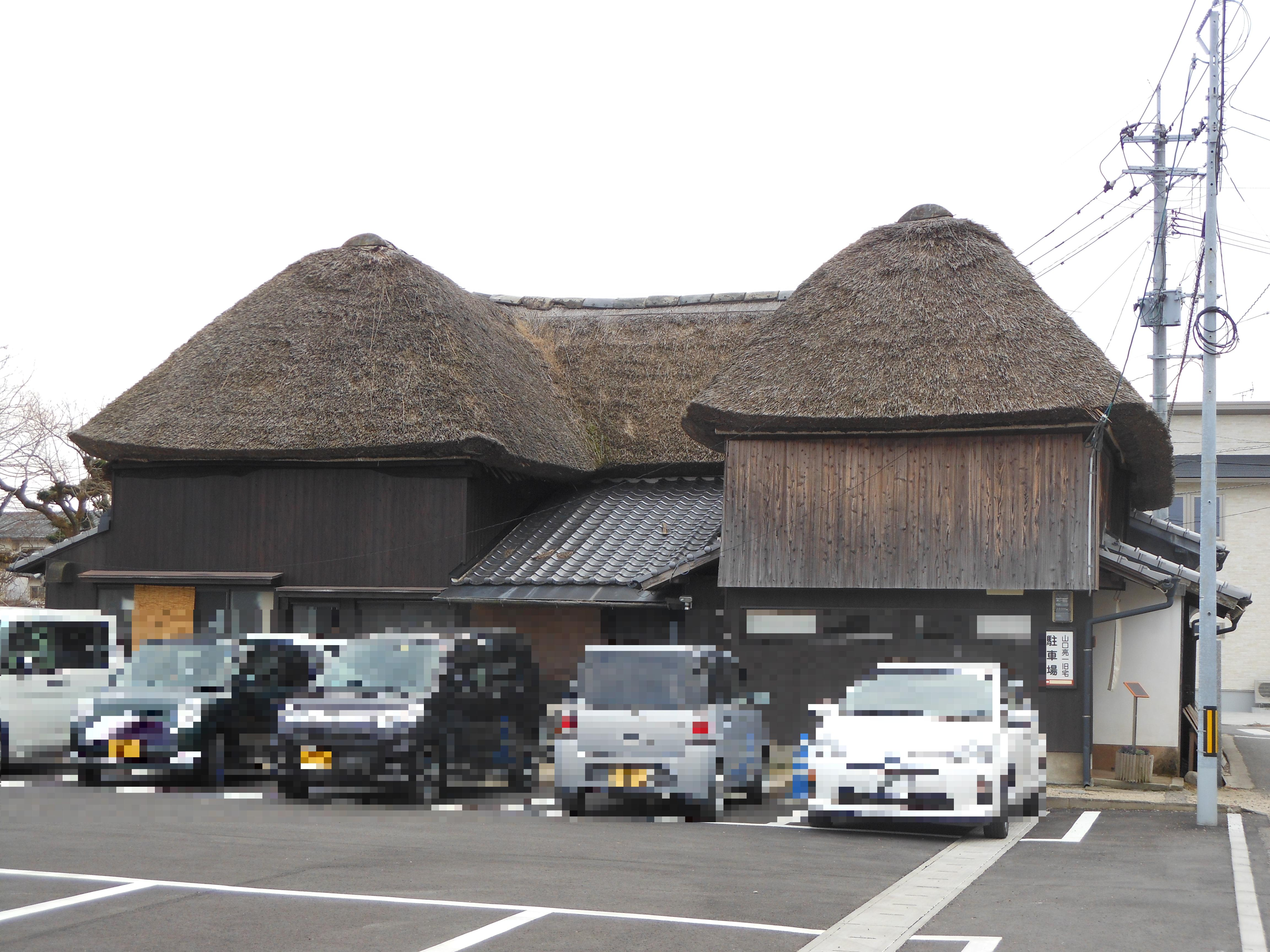
山口亮一旧宅

山口 亮一（やまぐち りょういち、1880年8月10日 - 1967年10月30日）は、日本の洋画家。佐賀市精町出身。
東京美術学校（現・東京芸術大学）卒業。大学卒業後、帰郷し制作と後進の指導にあたる。久米桂一郎、岡田三郎助、北島浅一、御厨純一らと佐賀美術協会を創設。同協会会長、佐賀師範学校教諭を務めた。

## 略歴
- 1880年（明治13年）　鍋島藩の名家であった中野家に生まれる。幼名は辰三。実父は銀行頭取などを務めた中野致明[2]。
- 1886年（明治19年）　蘭学医・山口亮橘（りょうきつ）の養子となり亮一と改名[3]。
- 1903年（明治36年）　黒田清輝主宰の白馬会に入所。
- 1906年（明治39年）　東京美術学校西洋画科入学。
- 1910年（明治43年）　第4回文展初入選(わら家)。　同年山口スガと結婚。
- 1911年（明治44年）　東京美術学校卒業、帰郷して一生佐賀に住み制作と後進の指導にあたる。
- 1913年（大正 2年）　久米桂一郎、岡田三郎助、北島浅一、御厨純一などと佐賀美術協会を創設する。後援団体会長に実父の中野が就任のほか、財界人が支援した[3]。
- 1920年（大正 9年）　第2回帝展入選(燈下の静物)宮内省買上を賜る。
- 1921年（大正10年）　佐賀県師範学校に奉職、昭和18年退職まで23年間美術教諭を勤める。
- 1922年（昭和11年）　帝展無鑑査になる(菊花)。
- 1946年（昭和21年）　佐賀美術工芸研究所を開設し陶磁器美術指導にあたる。
- 1966年（昭和41年）　勲四等に叙せられ、瑞宝章を受く。
- 1967年（昭和42年）　87歳で永眠。